# Карім Хаґґі
Карім Хаґґі (араб. كريم حقي, *нар. 20 січня 1984, Касерін) — туніський футболіст, захисник.
Чемпіон Африки 2004 року, володар Кубка французької ліги у 2005 році.
Насамперед відомий виступами за клуби «Страсбур», «Баєр 04», «Ганновер 96» та «Санкт-Галлен», а також національну збірну Тунісу.

## Клубна кар'єра
Народився 20 січня 1984 року в місті Касерін. Вихованець юнацьких команд футбольних клубів «Касерін» та «Етуаль дю Сахель».
У дорослому футболі дебютував 2003 року виступами за команду клубу «Етуаль дю Сахель», в якій провів один сезон. 
Своєю грою за цю команду привернув увагу представників тренерського штабу клубу «Страсбур», до складу якого приєднався 2004 року. Відіграв за команду з Страсбурга наступні два сезони своєї ігрової кар'єри. Більшість часу, проведеного у складі «Страсбура», був основним гравцем захисту команди.
У 2006 році уклав контракт з клубом «Баєр 04», у складі якого провів наступні три роки своєї кар'єри гравця. 
До складу клубу «Ганновер 96» приєднався 2009 року. Відіграв за команду з Ганновера 107 матчів в національному чемпіонаті.
2 вересня 2013 року Хаґґі підписав дворічну угоду з «Штутгартом» на невідомих умовах. 
На сезон 2015–16 Хаґґі переїхав у «Фортуну» (Дюссельдорф). 
15 серпня 2016 року він приєднався до ФК «Санкт-Галлен» на два роки.

## Виступи за збірну
У 2003 році дебютував в офіційних матчах у складі національної збірної Тунісу. Провів у формі головної команди країни 82 матчів, забивши 5 голів.
У складі збірної був учасником Кубка африканських націй 2004 року в Тунісі, здобувши того року титул континентального чемпіона, чемпіонату світу 2006 року в Німеччині, Кубка африканських націй 2006 року в Єгипті, Кубка африканських націй 2008 року в Гані, Кубка африканських націй 2010 року в Анголі, а також Кубка африканських націй 2012 року в Габоні та Екваторіальній Гвінеї. Учасник літніх Олімпійських ігор 2004 року в Афінах.

## Титули і досягнення
- Переможець Кубка африканських націй: 2004